# La niña (película)
The Girl es una película independiente de 2012 dirigida por David Riker. Fue protagonizada por Abbie Cornish, Will Patton y Maritza Santiago. El filme narra la historia de Ashley (Abbie Cornish), una madre soltera que al perder su trabajo y la custodia de su hijo, comienza a transportar de manera ilegal a personas a través de la frontera entre Estados Unidos y México. Pero al conocer a una niña mexicana que perdió a su familia (Maritza Santiago), decide llevarla de regreso a su pueblo natal en Oaxaca.

## Antecedentes y producción
La producción del filme fue complicada. Inicialmente se había contemplado a Emily Blunt para que interpretara a "Ashley", sin embargo abandonó el proyecto más tarde alegando conflictos de tiempo y programación, finalmente Cornish fue elegida como para encarnar a "Ashley". Por otra parte se tenía que elegir a la protagonista quien daría vida a "Rosa" (La Niña), tras un largo casting donde audicionaron más de 600 niñas se eligió a Maritza Santiago.
La filmación inició en octubre de 2011 en locaciones del estado de Oaxaca. La producción contó con la participación de actores mexicanos en su mayoría. El filme fue estrenado el 20 de abril de 2012 en el Festival de cine de Tribeca y en forma comercial el 8 de marzo de 2013 en Estados Unidos y el 6 de diciembre de 2013 en México, en general fue recibida positivamente por la crítica. Además recaudó 35 048US$ en su semana de estreno tan solo en Estados Unidos.

## Reparto
| Personaje          | Actor                |
| ------------------ | -------------------- |
| Ashley             | Abbie Cornish        |
| Tommy              | Will Patton          |
| Rosa               | Maritza Santiago     |
| Enriqueta          | Giovanna Zacarías    |
| Madre de Rosa      | Ángeles Cruz         |
| Agente de frontera | Raúl Castillo        |
| Beto               | Luis Fernando Peña   |
| Edith              | Isabel Cruz Daza     |
| Cecilia            | Ivonne Cruz Daza     |
| Ofelia             | Liliana Alberto      |
| Abuela de Rosa     | Isabel Sánchez Lara  |
| Pancho             | Abel López Marroquín |